# Briga Novarese
Briga Novarese település Olaszországban, Piemont régióban, Novara megyében. Lakosainak száma 2760 fő (2023. január 1.). Briga Novarese Borgomanero, Gozzano és Invorio községekkel határos.

## Népesség
A település népességének változása:
| Lakosok száma | 2933 | 2865 | 2760 |
|               | 2017 | 2018 | 2023 |